# Задолжье (Ровненская область)
Задолжье (укр. Задовже) — село в Локницкой сельской общине Варашского района Ровненской области Украины.
До 2020 года входило в Заречненский район.
Население по переписи 2001 года составляло 277 человек. Почтовый индекс — 34033. Телефонный код — 3632. Код КОАТУУ — 5622281603.